# Rio Tinto
Rio Tinto Group — австралийско-британский концерн, третья по величине в мире транснациональная горно-металлургическая компания. Состоит из двух операционных компаний — Rio Tinto Limited и Rio Tinto plc. Управление группой осуществляется из Мельбурна и Лондона. Основными регионами деятельности являются Австралия, Канада, США, Бразилия, Монголия, Гвинея, Мадагаскар и ЮАР, более половины продаж приходятся на Китай.

## История
С античных времён в местности вокруг реки Рио-Тинто в андалузской провинции Уэльва в Испании велась добыча меди, серебра, золота и других полезных ископаемых. Около 3000 года до н. э. разработку месторождений начали иберы и тартессийцы, после них продолжали финикийцы, греки, римляне, вестготы и мавры. После периода забвения и заброшенности рудники вновь были обнаружены в 1556 году, и с 1724 года испанские власти начали их разработку.
Испанские власти вели работы по добыче неэффективно, и кроме того страна в целом претерпевала политические и финансовые кризисы, что привело к продаже рудника в 1873 году по заниженной стоимости, как было оценено впоследствии. Покупку месторождения организовала компания Matheson and Company британского промышленника Хью Мэтисона, которая сформировала для покупки синдикат из Deutsche Bank (56 % во владении), Matheson and Company (24 %) и строительной компании Clark, Punchard and Company (20 %). На аукционе по продаже месторождения, проведённом испанским правительством 14 февраля 1873 года, синдикат победил предложив цену 3 680 000 британских фунтов стерлингов (или 92 800 000 испанских песет). При покупке также указывалось, что Испания навсегда откажется от любого права требовать ренту за добычу на руднике. После покупки рудника синдикат зарегистрировал компанию под названием Rio Tinto Company 29 марта 1873 года и разместил её акции на Лондонской фондовой бирже. К концу 1880-х годов управление компанией перешло к семье Ротшильдов, которые значительно увеличили масштабы добычи:188. К этому времени компания была крупнейшим в мире производителем меди.
Регулярные забастовки рабочих, попытки испанского правительства пересмотреть условия соглашения и политическая нестабильность в Испании в первой половине XX века вынудили компанию искать новые направления деятельности. Были куплены значительные доли в нескольких горнодобывающих и химических компаниях, построено несколько заводов по производству силикагеля, в 1929 году компания вошла в консорциум с Anglo American по разработке медного пояса Северной Родезии (современная Замбия).
Рост компании значительно ускорился после Второй мировой войны. Продав в 1954 году месторождение Рио-Тинто, компания включила в сферу своих интересов добычу олова и вольфрама в Португалии, алмазов в ЮАР и меди в Уганде, крупномасштабные геологоразведочные работы велись в Австралии, Канаде и странах Африки. В 1955 году были куплены урановые шахты в Канаде и Австралии, и к концу десятилетия на Rio Tinto приходилось 15 % мирового производства оксида урана. В это же время началось освоение месторождений железной руды в западной Австралии и меди в ЮАР.
В 1962 году компания объединилась с австралийской компанией Consolidated Zinc (основана в 1905 году в Великобритании); объединённая компания была названа RTZ. Вскоре была основана дочерняя компания Comalco Limited по добыче бокситов и производству алюминия в Австралии, началась разработка месторождений меди в Папуа—Новой Гвинее и Канаде, а также урана в Намибии. Были поглощены компании Atlas Steels (производство стали, Канада), Borax Holdings (промышленные минералы, США), Capper Pass и Pillar Holdings (Великобритания).
В 1989 году за 2,6 млрд фунтов была куплена BP Minerals, дочерняя компания нефтедобывающей BP; покупка включала Kennecott Corporation с активами в 15 странах, в том числе месторождения золота, меди и диоксида титана. В 1995 году британская RTZ Corporation произвела слияние со своим австралийским филиалом CRA Limited, создав крупнейшую в мире и горнодобывающих компанию RTZ-CRA Group, акции её начали котироваться на Лондонской и Австралийской фондовых биржах. В июне 1997 года группа сменила название на Rio Tinto. В 2000 году были куплены компании North Ltd и Ashton Mining.
В 2007 году компания Alcan подверглась попытке враждебного поглощения со стороны компании Alcoa, собиравшейся купить её за $27,93 млрд. Rio Tinto «спасла» Alcan от поглощения, договорившись о слиянии своих алюминиевых активов с Alcan. Предполагалось, что Rio Tinto заплатит по 101 доллару за каждую акцию Alcan (на 65,5 % больше рыночной стоимости акций Alcan на 4 мая 2007 года, накануне начала борьбы за контроль над канадской компанией). В результате сделки, завершённой в ноябре 2007 года, была образована единая компания Rio Tinto Alcan со штаб-квартирой в Монреале. Эта сделка вывела объединённую компанию в мировые лидеры по производству алюминия, обогнав «Русал».
В начале 2013 года Rio Tinto объявила о списании части активов Rio Tinto Alcan на сумму $10-11 млрд.

## Собственники и руководство
- Саймон Томпсон (Simon Thompson, род. в 1959 году) — председатель совета директоров с 2018 года, член совета директоров с 2014 года. Также с 2015 года председатель компании 3i Group. Ранее работал в Anglo American (глава подразделения щелочных металлов), председателем компании Tarmac. В начале карьеры работал в таких финансовых компаниях, как S. G. Warburg и N M Rothschild & Sons.
- Джейкоб Стаусхольм (Jakob Stausholm, род. в 1968 году) — главный исполнительный директор с января 2021 года, до этого, с 2018 года был главным финансовым директором. Ранее возглавлял финансовый отдел Maersk и занимал различные посты в Royal Dutch Shell.

4 июня 2021 года Rio Tinto впервые включила в совет директоров представителя австралийских аборигенов.

## Деятельность
По доле в выручке за 2020 год основной продукцией является железная руда (29,2 млрд из 44,6 млрд долларов выручки), далее следуют алюминий (включая глинозём и бокситы, 9,1 млрд), медь (1,7 млрд), промышленные минералы (титан, бораты, 2,1 млрд), золото (471 млн), алмазы (459 млн), уран (299 млн), морская соль.
Подразделения по состоянию на 2020 год:
- Железная руда — добыча железной руды[2] в западной Австралии (месторождение Пилбара); также получение соли выпариванием морской воды в том же регионе; производство 333 млн тонн руды и 5 млн тонн соли, выручка 27,5 млрд долларов.
- Алюминий — добыча бокситов (Австралия, Бразилия, Гвинея), переработка их в оксид алюминия и чистый алюминий; производство 56 млн тонн бокситов и 3,18 млн тонн алюминия, выручка 9,3 млрд долларов.
- Медь и алмазы — добыча медной руды (Монголия, Чили, США) и алмазов; производство 528 тысяч тонн меди и 14,7 млн карат алмазов, выручка 5,4 млрд долларов.
- Энергия и минералы — переработка железной руды в окатыши, получение диоксида титана и боратов в ЮАР, Мадагаскаре, Канаде и США, также добыча урановой руды в Австралии и Канаде; производство 10 млн тонн железорудного концентрата и 1,12 млн тонн диоксида титана, выручка 5 млрд долларов.

В списке крупнейших компаний мира Forbes Global 2000 за 2021 год Rio Tinto заняла 86-е место (213-е по размеру выручки, 46-е по чистой прибыли, 386-е по активам и 94-е по рыночной капитализации).

### Добыча алмазов
В добыче алмазов компания Rio Tinto занимает третье место в мире как в стоимостном, так и в количественном выражении, уступая только De Beers и Алроса. Активы компании это 100 % доля месторождения Аргайл в Австралии и 60 % доля месторождения Дайавик в Канаде.
В 2017 году около 76 % добычи алмазов компании приходилось на Аргайл, крупнейший в мире алмазный рудник по объёму добываемых карат. Добыча на месторождении Аргайл началась в 1983 году, и в лучшие годы достигала 40 млн карат. На 2017 год запасы рудника были истощены и оценивались в 39 млн карат, в ноябре 2020 года он был закрыт. Большинство добываемых на руднике алмазов на 2017 год были низкого качества, бонусом служило небольшое количество редчайших розовых, красных и фиолетовых алмазов.
|                     | 2007  | 2008  | 2009  | 2010  | 2011  | 2012   | 2013  | 2014  | 2015   | 2016  | 2017  | 2018  | 2019  | 2020  |
| ------------------- | ----- | ----- | ----- | ----- | ----- | ------ | ----- | ----- | ------ | ----- | ----- | ----- | ----- | ----- |
| Оборот              | 29,70 | 52,86 | 40,26 | 55,17 | 60,54 | 50,94  | 51,17 | 47,66 | 34,83  | 33,78 | 40,03 | 40,52 | 43,17 | 44,61 |
| Чистая прибыль      | 7,746 | 4,609 | 5,335 | 15,10 | 6,765 | -3,027 | 1,079 | 6,499 | -1,719 | 4,776 | 8,851 | 13,93 | 6,972 | 10,40 |
| Активы              | 101,1 | 89,61 | 97,24 | 112,8 | 119,5 | 118,4  | 111,0 | 107,8 | 91,56  | 89,26 | 95,73 | 90,95 | 87,80 | 97,39 |
| Собственный капитал | 26,29 | 22,46 | 45,93 | 64,51 | 59,21 | 57,74  | 53,50 | 54,59 | 44,13  | 45,73 | 51,12 | 49,82 | 45,25 | 51,90 |

## Дочерние компании
Основные дочерние компании по состоянию на 2020 год:
- Австралия: Argyle Diamonds Ltd; Dampier Salt Ltd.; Energy Resources of Australia Ltd.; Hamesley Iron Pty Ltd.; North Mining Ltd.; Rio Tinto Aluminium (Holdings) Ltd.; Robe River Mining Co Pty Ltd.; Tomago Aluminium; Hope Downs; Queensland Alumina Ltd.
- Бразилия: Alcan Alumina Ltda.
- Гвинея: Simfer Jersey Ltd.
- Канада: Iron Ore Company of Canada; Rio Tinto Fer et Titane Inc.; Rio Tinto Alcan Inc.; Diavic Diamond Mines (2012) Inc.
- Мадагаскар: QIT Madagascar Minerals SA
- Монголия: Torquoise Hill Resources Ltd.
- Новая Зеландия: New Zealand Aluminium Smelters Ltd.
- США: Kennecott Holdings Corporation; U. S. Borax Inc.; Pechiney Reynolds Quebec Inc.
- ЮАР: Richards Bay Titanium (Proprietary) Ltd.; Richards Bay Mining (Proprietary) Ltd.